# Calascibetta

Localització de Calascibetta

Calascibetta (sicilià Calascibbetta) és un municipi italià, dins de la província d'Enna. L'any 2007 tenia 4.713 habitants. Limita amb els municipis de Bompietro (PA), Enna, Gangi (PA), Leonforte, Nicosia i Villarosa.

## Administració
| Període | Identitat     | Partit        |
| ------- | ------------- | ------------- |
| 2008-   | Piero Capizzi | Llista cívica |

## Personatges il·lustres
- Giuseppe D'Angelo, president de Sicília el 1961-1964